# Schloss Effeld

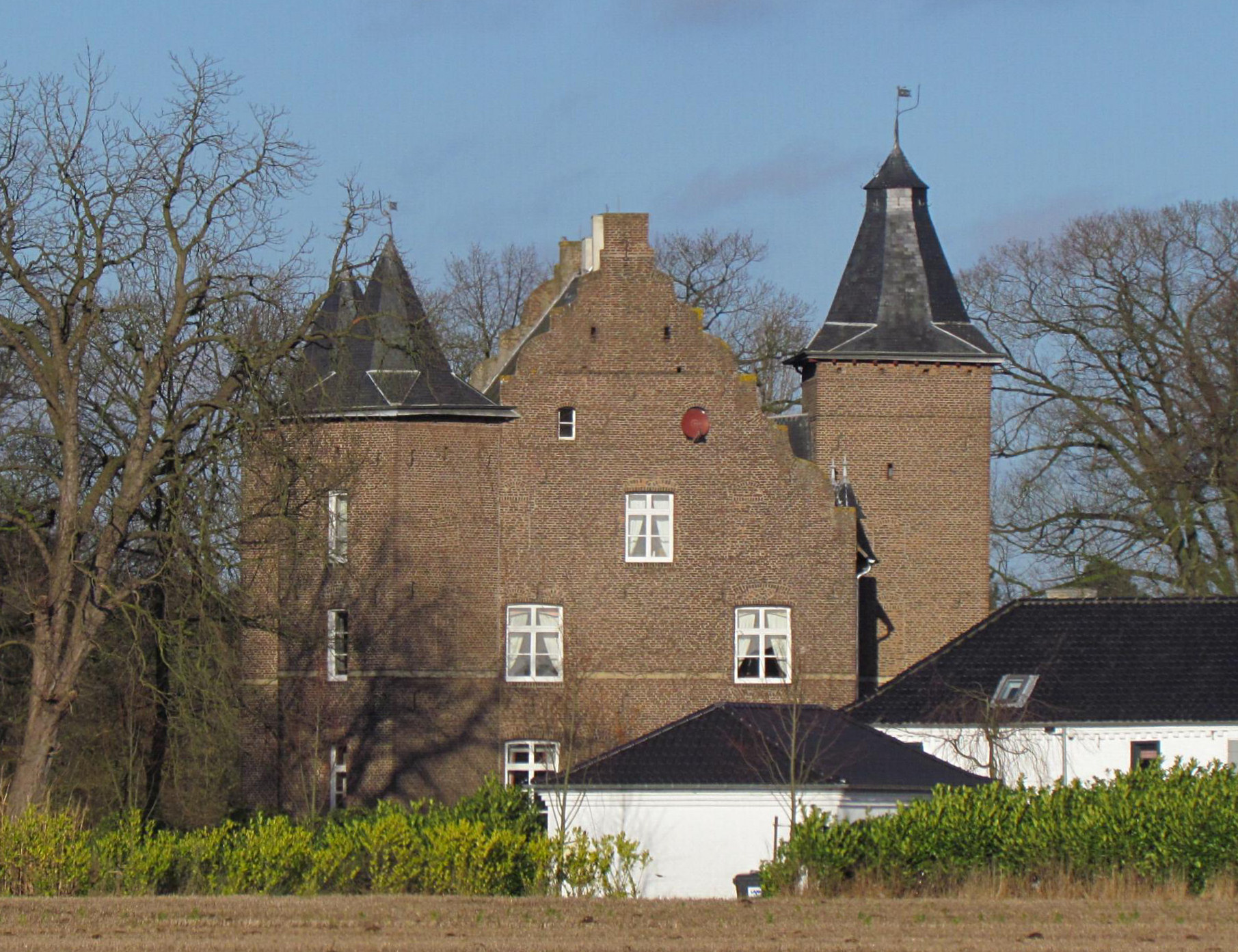
Schloss Effeld von Süden

Schloss Effeld, auch Haus Effeld genannt, ist ein kleines Wasserschloss am westlichen Rand des Wassenberger Stadtteils Effeld im nordrhein-westfälischen Kreis Heinsberg. Es steht in der Nachbarschaft des Erholungszentrums Effelder Waldsee.
Der Kern der Anlage stammt vom Ende des 15. Jahrhunderts und wurde zu Beginn des 17. Jahrhunderts zu seiner heutigen Form umgebaut. Das Schloss steht seit dem 19. April 1983 als Baudenkmal unter Denkmalschutz.

## Geschichte
Über die Anfänge der Effelder Anlage ist nicht viel bekannt, denn das Haus wurde im Laufe der Geschichte mehrfach ausgeraubt, geplündert und abgebrannt, sodass sein Archiv keine Urkunden mehr aus der Anfangszeit beinhaltet. Fest steht, dass 1256 der Besitzer Effelds, Philipp von Effeld, gemeinsam mit seinem Bruder Gottfried von Heinsberg in einer Urkunde vom 22. April erstmals schriftlich erwähnt wurde. Zu jener Zeit war Philipp Herr über eine Burg, die im 13. Jahrhundert als Nachfolgerin einer Motte entstanden und ein Heinsberger Lehen war. Im 14. Jahrhundert war Otto, Sohn des Arnold von Effeld, Lehnsnehmer, später gehörte der Besitz der Wassenberger Mannkammer.
Im 15. Jahrhundert kam der Besitz an Sibert von Kessel und anschließend an Sander von Eyll. Letzterer wird 1494 noch als Eigentümer genannt. Um 1500 kam Schloss Effeld über Siberts Tochter vermutlich durch Erbschaft an Dietrich von Baexem aus dem Geschlecht der Herren von Baexem (auch Baexen geschrieben). Sein Sohn Heinrich aus der Ehe mit Barbara de Wilde von Mersen trat nach dem Tod des Vaters 1502 die Nachfolge auf Effeld an. Er wurde 1542 als erster seiner Familie urkundlich als Besitzer von Haus Effeld genannt. Bei seinem Tod 1567 wurde Heinrich von einem Sohn aus erster Ehe, Mattheus von Baexem, beerbt. Während dieser Herr auf Haus Effeld war, hatte der Besitz stark zu leiden. Grund dafür war der Truchsessische Krieg, in dessen Verlauf spanische Truppen unter Führung des Fürsten von Chimay, Charles III. de Croÿ, die Anlage am 7. April 1584 plünderten und in Brand steckten. Die Spanier suchten Effeld im gleichen Jahr noch einmal heim und verursachten insgesamt einen Schaden von 2000 Goldgulden.

Schloss Effeld auf einer Fotografie vom Beginn des 20. Jahrhunderts

Mattheus’ Sohn Johann, Truchsess des Herzogtums Jülich, folgte seinem Vater als Schlossbesitzer nach. Nach seinem Tod am 12. Oktober 1636 ließ seine Witwe, Anna von Randerath zu Horrich, die Vorburg Effelds komplett erneuern und investierte 400 Reichstaler in den Umbau des Herrenhauses. Als Annas und Johanns Sohn Ferdinand über Effeld gebot, wurde die Anlage 1672 erneut Opfer einer Plünderung. Diesmal waren es Truppen des französischen Königs Ludwig XIV., die im Zuge des Holländischen Kriegs die Gegend um Effeld besetzten. Um eine drohende zweite Brandschatzung seines Besitzes durch französische Soldaten zu vermeiden, zahlte Ferdinand den Besatzern 700 Reichstaler. Als er am 22. April 1678 starb, hinterließ er seiner Witwe Maria Margaretha von Boedberg nicht nur zwei unmündige Kinder, sondern auch viele Schulden. Effeld war zu jener Zeit durch die französischen Einquartierungen um Jülicher Land finanziell total ruiniert. Als Maria Margaretha am 29. Dezember 1692 starb, folgte ihr der Sohn Johann Adam von Baexem nach. Er war der letzte männliche Spross der Familie, der auf Schloss Effeld lebte. Er starb 1724, und der Besitz kam an den zweiten Ehemann seiner Tochter Maria Margaretha Adolphina Felicitas. Sie hatte am 8. November 1723 Franz Menardus Caspar Adolph von Aach geheiratet. Das Paar trennte sich jedoch kinderlos, und mit Maria Margaretha endete die Linie derer von Baexem zu Effeld.
1727 erwarb der Freiherr Johann Georg von Hees das Anwesen. Seine Witwe heiratete 1745/1746 den Hauptmann Johann Bernard von Hasenbach und brachte ihm das Haus zu. Dessen Tochter bewohnte es bis zu ihrem Tod im Jahr 1806. Dann kam die Anlage per Erbgang an einen Herrn Splinter aus Roermond. Noch in der ersten Hälfte des 19. Jahrhunderts wurde die in Brügge ansässige Familie van der Renne Besitzerin des Schlosses, das 1852 als landtagsfähiges Rittergut geführt wurde. Amadeus van der Renne verkaufte Haus Effeld 1899 an den Freiherrn Theodor von Blanckart, dessen Nachfahren noch heute Eigentümer sind. Die Familie ließ das Wasserschloss nach schweren Beschädigungen im Zweiten Weltkrieg nahezu originalgetreu wiederaufbauen.

## Beschreibung

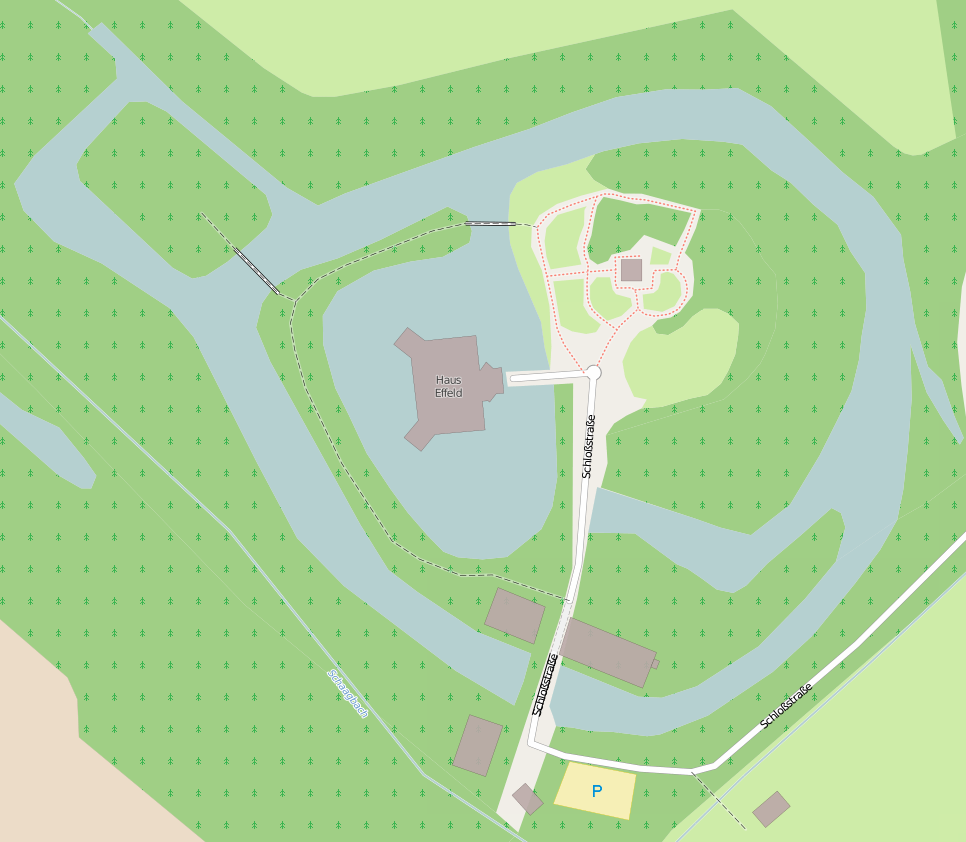
Lageplan der Schlossanlage

Haus Effeld war eine zweiteilige Anlage, deren Wassergräben vom Schaagbach gespeist werden. Neben dem heute noch vorhandenen Herrenhaus gab es eine östlich davon liegenden Vorburg, durch welche die Zufahrt zur Kernburg erfolgte.
Die Vorburg befand sich auf einer eigenen, rund 3600 m² großen Insel und war früher wahrscheinlich vierflügelig. Ihre Trakte waren unregelmäßig um einen Innenhof gruppiert. Von diesen ist heute nichts mehr erhalten. Die Tranchotkarte vom Anfang des 19. Jahrhunderts zeigt noch den östlichen und den südlichen Vorburgflügel sowie einen Teil des Nordtrakts. Der Ostflügel verschwand nachfolgend in der ersten Hälfte des 19. Jahrhunderts, die übrigen Gebäude wurden um 1900 niedergelegt. Auf einer sichelförmigen weiteren Insel im Süden des Schlossareals steht noch ein längsrechteckige Bau aus dem 17./18. Jahrhundert. Er besitzt ein großes Tor, das von großen Quadern eingefasst und von einem flachen Dreiecksgiebel bekrönt ist.

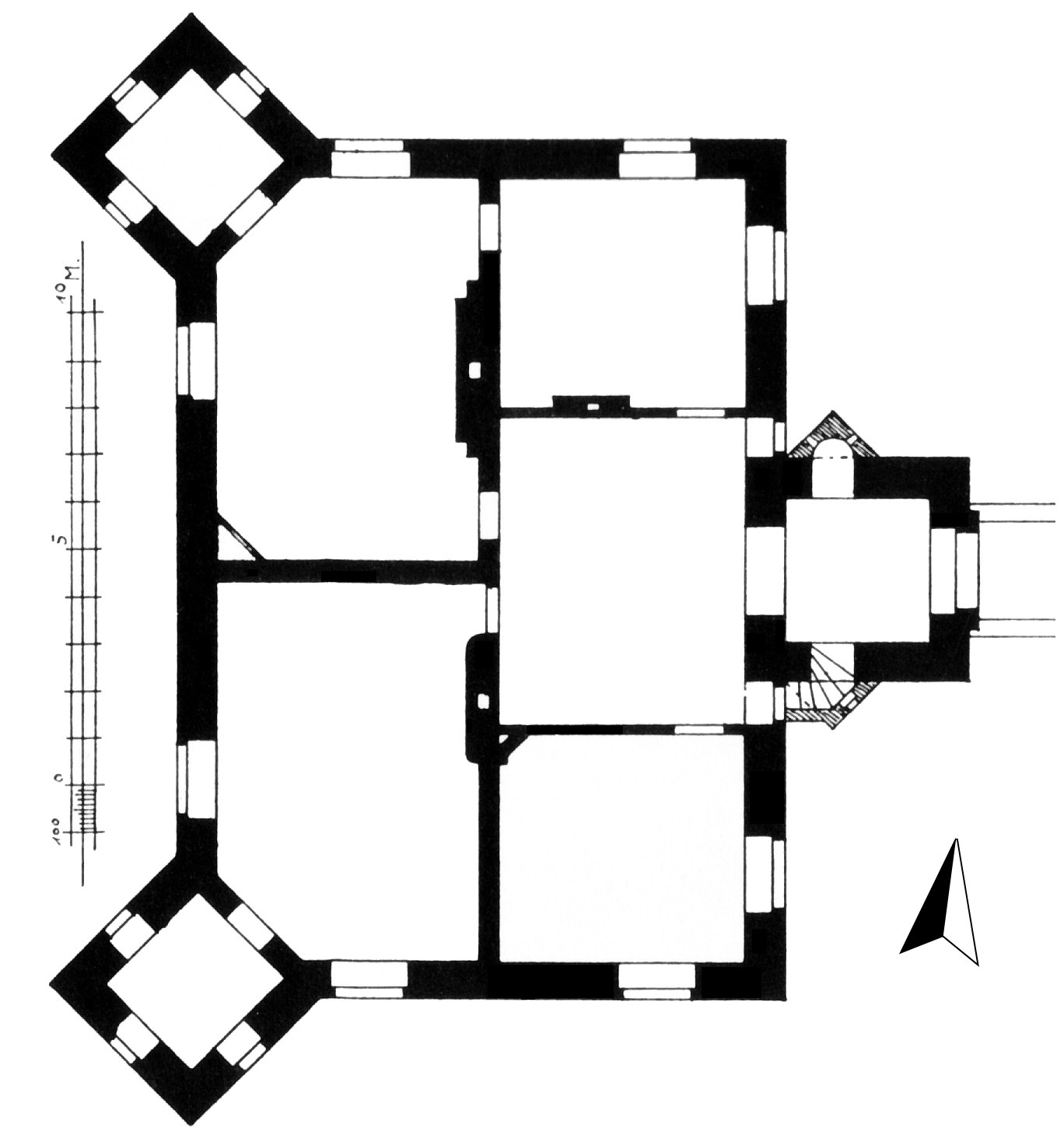
Grundriss des Herrenhauses

Westlich der Vorburginsel steht das rechteckige Herrenhaus, zu dem eine Steinbrücke führt. Das Gebäude aus Backstein mit Werksteingliederung erhebt sich direkt aus dem Wasser eines Hausteichs und besitzt einen 18,5 × 12,5 Meter messenden Grundriss. Seine zwei Geschosse sind von einem Satteldach abgeschlossen. An den beiden westlichen Ecken stehen übereck gestellte, quadratische Türme mit drei Geschossen, die von achtseitigen Schieferhelmen bedeckt sind. Der Kern des Baus stammt aus der Zeit um 1494 und damit aus der Spätgotik. Wann das Haus seine zwei geschweiften Staffelgiebel mit Lichtöffnungen im Stil der Spätgotik erhielt, ist nicht bekannt, sie deuten jedoch auf die Renaissance hin. 1606 wurde dem Wohnhaus an der Südseite mittig ein viergeschossiger Turm mit Schieferdach vorgesetzt und ihm damit seine heutige Gestalt verliehen. Der Turm nahm das neue rundbogige Hausteinportal des Gebäudes auf, das an beiden Seiten von ¾-Säulen flankiert ist. Über seinem Dreiecksgiebel findet sich eine Steintafel mit der Inschrift ANTIQUA CUM ESSEM RENOVATA SUM ET TURRE HAC AUCTA 1606 („Als ich alt war, bin ich erneuert und ist ein Turm errichtet worden, 1606“). Im Stockwerk darüber findet sich ein ovales Fenster späteren Datums. Die Außenmauer auf Höhe des dritten Stocks zeigt eine Turmuhr. Die meisten der Herrenhausfenster stammen nicht mehr aus der Renaissancezeit, sondern wurden fast alle in der ersten Hälfte des 19. Jahrhunderts erneuert. Die alten vermauerten Kreuzstockfenster sind aber zum Teil noch gut erkennbar. Zeitgleich mit den neuen Fenstern erhielt das Gebäude spitze Dachgauben.
Nordwestlich des Herrenhauses liegt eine unbebaute, unzugängliche Insel, die etwa 33 × 21 Meter misst. Das mit Bäumen und Gebüsch bewachsene Areal könnte der Standort für die Vorgängermotte des heutigen Hauses gewesen sein. Diese Vorgängeranlage wurde spätestens Ende des 15. Jahrhunderts aufgegeben.